# Élections sénatoriales de 2023 dans l'Isère
Les élections sénatoriales dans l'Isère ont lieu le dimanche 24 septembre 2023. Elles ont pour but d'élire les sénateurs représentant le département au Sénat pour un mandat de six années.

## Contexte départemental
Lors des élections sénatoriales de 2017 dans l'Isère, cinq sénateurs ont été élus selon un mode de scrutin proportionnel : un EELV, Guillaume Gontard, un PS, André Vallini, un RE, Didier Rambaud, et deux LR, Michel Savin et Frédérique Puissat.
Depuis, tous les effectifs du collège électoral des grands électeurs ont été renouvelés, avec les élections législatives de 2022, les élections régionales de 2021, les élections départementales de 2021 et les élections municipales de 2020.

## Sénateurs sortants
| Sénateur | Sénateur           | Parti | Fonctions lors de l'élection en 2017                 |
| -------- | ------------------ | ----- | ---------------------------------------------------- |
|          | Guillaume Gontard  | EÉLV  | Maire du Percy                                       |
|          | André Vallini      | PS    | Sénateur sortant, conseiller départemental           |
|          | Didier Rambaud     | RE    | Conseiller départemental, maire du Grand-Lemps       |
|          | Frédérique Puissat | LR    | Conseillère départementale, maire de Château-Bernard |
|          | Michel Savin       | LR    | Sénateur sortant, maire de Domène                    |

## Présentation des listes et des candidats
Les nouveaux représentants sont élus pour une législature de 6 ans au suffrage universel indirect par les 3 020 grands électeurs du département. Dans l'Isère, les sénateurs sont élus au scrutin proportionnel plurinominal. Leur nombre reste inchangé, cinq sénateurs sont à élire et sept candidats doivent être présentés sur la liste pour qu'elle soit validée. Chaque liste de candidats est obligatoirement paritaire et alterne entre les hommes et les femmes. Elles sont présentées ici dans l'ordre de leur dépôt à la préfecture et comportent l'intitulé figurant aux dossiers de candidature.
9 listes sont officiellement déposées.

### Liste Union de la gauche conduite par Guillaume Gontard
| N° | Candidats | Candidats            | Parti | Nuance | Principales fonctions               |
| -- | --------- | -------------------- | ----- | ------ | ----------------------------------- |
| 01 |           | Guillaume Gontard    | EÉLV  | VEC    | Sénateur sortant                    |
| 02 |           | Frédérique Penavaire | PCF   | COM    |                                     |
| 03 |           | Erwann Binet         | PS    | SOC    | Conseiller municipal de Vienne      |
| 04 |           | Laurence Boutantin   | SE    | DVG    | Maire de Saint-Jean-de-Moirans      |
| 05 |           | Patrice Ferrouillat  | SE    | DVG    | Maire de Cognin-les-Gorges          |
|    |           |                      |       |        |                                     |
| 06 |           | Dominique Clouzeau   | SE    | DVG    | Maire de Plateau-des-Petites-Roches |
| 07 |           | Laurent Amadieu      | EÉLV  | VEC    | Maire de Saint-Égrève               |

### Liste Rassemblement national conduite par Alexandre Moulin-Comte
| N° | Candidats | Candidats              | Parti | Nuance | Principales fonctions                                  |
| -- | --------- | ---------------------- | ----- | ------ | ------------------------------------------------------ |
| 01 |           | Alexandre Moulin-Comte | RN    | RN     | Conseiller régional, conseiller municipal d'Échirolles |
| 02 |           | Christel Dupré         | RN    | RN     | Conseillère régionale                                  |
| 03 |           | Jérôme Santana         | RN    | RN     |                                                        |
| 04 |           | Aurore Meryrieux       | RN    | RN     |                                                        |
| 05 |           | Alexis Jolly           | RN    | RN     | Député, conseiller régional                            |
|    |           |                        |       |        |                                                        |
| 06 |           | Alison Olagnon         | RN    | RN     |                                                        |
| 07 |           | Thomas Gagnieu         | RN    | RN     |                                                        |

### Liste Divers centre conduite par Frédéric Robin
| N° | Candidats | Candidats               | Parti | Nuance | Principales fonctions |
| -- | --------- | ----------------------- | ----- | ------ | --------------------- |
| 01 |           | Frédéric Robin          | DP    | DVC    |                       |
| 02 |           | Armelle Mahul           | DP    | DVC    |                       |
| 03 |           | Alain Dias              | DP    | DVC    |                       |
| 04 |           | Karima Poloce           | DP    | DVC    |                       |
| 05 |           | Philippe Mounier-Vehier | DP    | DVC    |                       |
|    |           |                         |       |        |                       |
| 06 |           | Patricia Robin          | DP    | DVC    |                       |
| 07 |           | Melvyn Rodrigues        | DP    | DVC    |                       |

### Liste Divers droite conduite par Isabelle Nuel
| N° | Candidats | Candidats         | Parti | Nuance | Principales fonctions                      |
| -- | --------- | ----------------- | ----- | ------ | ------------------------------------------ |
| 01 |           | Isabelle Nuel     | DLF   | DLF    | Conseillère municipale de Beauvoir-de-Marc |
| 02 |           | Christian Burdet  | DLF   | DLF    |                                            |
| 03 |           | Nadine Nicolas    | DLF   | DLF    |                                            |
| 04 |           | Philippe Garrigos | DLF   | DLF    |                                            |
| 05 |           | Béatrice Dumas    | DLF   | DLF    |                                            |
|    |           |                   |       |        |                                            |
| 06 |           | Christian Faye    | DLF   | DLF    |                                            |
| 07 |           | Anne-Marie Biot   | DLF   | DLF    |                                            |

### Liste La France insoumise conduite par Alban Rosa
| N° | Candidats | Candidats               | Parti | Nuance | Principales fonctions                |
| -- | --------- | ----------------------- | ----- | ------ | ------------------------------------ |
| 01 |           | Alban Rosa              | LFI   | FI     | Conseiller municipal d'Échirolles    |
| 02 |           | Myriam Thieulent        | LFI   | FI     |                                      |
| 03 |           | Cédric Deglise          | LFI   | FI     | Adjoint au maire de Chasse-sur-Rhône |
| 04 |           | Sandrine Nosbé          | LFI   | FI     |                                      |
| 05 |           | Alan Confesson          | LFI   | FI     | Adjoint au maire de Grenoble         |
|    |           |                         |       |        |                                      |
| 06 |           | Coline Pissard-Gibollet | LFI   | FI     |                                      |
| 07 |           | Allan Brunon            | LFI   | FI     |                                      |

### Liste Divers droite conduite par Michel Savin
| N° | Candidats | Candidats          | Parti | Nuance | Principales fonctions                                                                     |
| -- | --------- | ------------------ | ----- | ------ | ----------------------------------------------------------------------------------------- |
| 01 |           | Michel Savin       | LR    | LR     | Sénateur sortant, conseiller municipal de Domène                                          |
| 02 |           | Frédérique Puissat | LR    | LR     | Sénatrice sortante, conseillère départementale, conseillère municipale de Château-Bernard |
| 03 |           | Damien Michallet   | LR    | LR     | Conseiller départemental, maire de Satolas-et-Bonce                                       |
| 04 |           | Annick Merle       | LR    | LR     | Conseillère départementale, maire de Frontonas                                            |
| 05 |           | Philippe Guérin    | LR    | LR     | Maire de Saint-Didier-de-la-Tour                                                          |
|    |           |                    |       |        |                                                                                           |
| 06 |           | Anne Gerin         | UDI   | UDI    | Conseillère départementale, adjointe au maire de Voreppe                                  |
| 07 |           | Thierry Kovacs     | LR    | LR     | Conseiller régional, maire de Vienne                                                      |

### Liste Divers droite conduite par Gérard Dézempte
| N° | Candidats | Candidats         | Parti | Nuance | Principales fonctions                                  |
| -- | --------- | ----------------- | ----- | ------ | ------------------------------------------------------ |
| 01 |           | Gérard Dézempte   | REC   | REC    | Conseiller départemental, maire de Charvieu-Chavagneux |
| 02 |           | Fréderique Point  | SE    | DVD    | Conseillère municipale de La Côte-Saint-André          |
| 03 |           | Gérard Simonet    | SE    | DVD    |                                                        |
| 04 |           | Muriel Burgaz     | SE    | DVD    |                                                        |
| 05 |           | Quentin Feres     | REC   | REC    | Conseiller municipal de Domène                         |
|    |           |                   |       |        |                                                        |
| 06 |           | Amélie Jullien    | SE    | DVD    |                                                        |
| 07 |           | Stéphane Blanchon | REC   | REC    | Conseiller régional                                    |

### Liste Divers centre conduite par Didier Rambaud
| N° | Candidats | Candidats           | Parti | Nuance | Principales fonctions                                     |
| -- | --------- | ------------------- | ----- | ------ | --------------------------------------------------------- |
| 01 |           | Didier Rambaud      | RE    | RE     | Sénateur sortant                                          |
| 02 |           | Anne-Sophie Chardon | RE    | RE     | Conseillère départementale, adjointe au maire de Fontaine |
| 03 |           | Philippe Genty      | RE    | RE     | Maire de Saint-Maurice-l'Exil                             |
| 04 |           | Florence Jay        | RE    | RE     | Adjointe au maire de La Terrasse                          |
| 05 |           | Emmanuel Serre      | PRV   | DVC    | Maire de Beaufin                                          |
|    |           |                     |       |        |                                                           |
| 06 |           | Christine Jardat    | RE    | RE     | Conseillère municipale de Saint-Chef                      |
| 07 |           | Olivier Althuser    | RE    | RE     | Conseiller municipal de Voreppe                           |

### Liste Divers gauche conduite par Jean-Yves Brenier
| N° | Candidats | Candidats          | Parti | Nuance | Principales fonctions                                                         |
| -- | --------- | ------------------ | ----- | ------ | ----------------------------------------------------------------------------- |
| 01 |           | Jean-Yves Brenier  | SE    | DVG    | Maire de Leyrieu                                                              |
| 02 |           | Cyrille Plenet     | SE    | DVG    | Maire de Séchilienne                                                          |
| 03 |           | Patrick Blandin    | SE    | DVG    | Maire de Saint-Clair-de-la-Tour                                               |
| 04 |           | Françoise Lannoy   | SE    | DVG    | Adjointe au maire de Crolles                                                  |
| 05 |           | Denis Molliere     | SE    | DVG    | Maire de Velanne                                                              |
|    |           |                    |       |        |                                                                               |
| 06 |           | Coraline Saurat    | SE    | DVG    | Présidente de la CC de la Matheysine, conseillère municipale de Pierre-Châtel |
| 07 |           | Christophe Ferrari | SE    | DVG    | Président de Grenoble-Alpes Métropole, maire de Pont-de-Claix                 |

## Résultats
| Tête de liste                                       | Tête de liste            | Liste                                | Voix  | %     | Sièges | +/-           |
| --------------------------------------------------- | ------------------------ | ------------------------------------ | ----- | ----- | ------ | ------------- |
|                                                     | Michel Savin             | Divers droite (LR - UDI)             | 1 215 | 39,84 | 3      | 1             |
| L'Isère au Sénat 2023                               |                          |                                      | 1 215 | 39,84 | 3      | 1             |
|                                                     | Guillaume Gontard        | Union de la gauche (EÉLV - PCF - PS) | 714   | 23,41 | 1      | 1             |
| (Re)donnons des couleurs au Sénat en septembre 2023 |                          |                                      | 714   | 23,41 | 1      | 1             |
|                                                     | Didier Rambaud           | Divers centre (RE - PRV)             | 377   | 12,36 | 1      | en stagnation |
| Pour notre Isère et ses territoires                 |                          |                                      | 377   | 12,36 | 1      | en stagnation |
|                                                     | Jean-Yves Brenier        | Divers gauche                        | 323   | 10,59 | 0      | Nv.           |
| Pour l'Isère des Territoires                        |                          |                                      | 323   | 10,59 | 0      | Nv.           |
|                                                     | Alexandre Moulin-Comte   | Rassemblement national               | 145   | 4,75  | 0      | en stagnation |
| Au service des communes pour défendre l'Isère       |                          |                                      | 145   | 4,75  | 0      | en stagnation |
|                                                     | Alban Rosa               | La France insoumise                  | 133   | 4,36  | 0      | Nv.           |
| Isère Union populaire écologique et sociale         |                          |                                      | 133   | 4,36  | 0      | Nv.           |
|                                                     | Gérard Dézempte          | Divers droite (REC)                  | 117   | 3,84  | 0      | Nv.           |
| La vraie droite et les indépendants au Sénat        |                          |                                      | 117   | 3,84  | 0      | Nv.           |
|                                                     | Isabelle Nuel            | Divers droite (DLF)                  | 19    | 0,62  | 0      | Nv.           |
| Ensemble nos territoires                            |                          |                                      | 19    | 0,62  | 0      | Nv.           |
|                                                     | Frédéric Robin           | Divers centre (DP)                   | 7     | 0,23  | 0      | Nv.           |
| Ensemble pour une démocratie pleine !               |                          |                                      | 7     | 0,23  | 0      | Nv.           |
|                                                     |                          |                                      |       |       |        |               |
| Suffrages exprimés                                  | Suffrages exprimés       | Suffrages exprimés                   | 3 050 | 98,80 |        |               |
| Votes invalides                                     | Votes invalides          | Votes invalides                      | 8     | 0,26  |        |               |
| Votes blancs                                        | Votes blancs             | Votes blancs                         | 29    | 0,94  |        |               |
| Total                                               | Total                    | Total                                | 3 087 | 100   | 5      | en stagnation |
| Abstentions                                         | Abstentions              | Abstentions                          | 37    | 1,18  |        |               |
| Inscrits / participation                            | Inscrits / participation | Inscrits / participation             | 3 124 | 98,82 |        |               |

## Sénateurs élus
| Sénateur | Sénateur           | Parti | Nuance |
| -------- | ------------------ | ----- | ------ |
|          | Michel Savin       | LR    | LR     |
|          | Frédérique Puissat | LR    | LR     |
|          | Damien Michallet   | LR    | LR     |
|          | Guillaume Gontard  | EELV  | VEC    |
|          | Didier Rambaud     | RE    | REN    |